# MuZero
MuZero je kompjuterski program koji je razvila kompanija za istraživanje veštačke inteligencije Dipmajnd za savladavanje igara bez poznavanja njihovih pravila. Njegovo izdanje 2019. uključivalo je merila njegovih performansi u gou, šahu, šogiju i standardnom paketu Atari igara. Algoritam koristi pristup sličan AlphaZero. Podudarao se sa performansama AlphaZero u šahu i šogiju, poboljšao svoje performanse u gou (postavljajući novi svetski rekord) i poboljšao stanje tehnike u savladavanju paketa od 57 Atari igara (Arkadno okruženje za učenje), vizuelno složenog domena.
MuZero je treniran putem samostalnog igranja, bez pristupa pravilima, otvaranju knjiga ili bazama tabela za kraj igre. Obučeni algoritam je koristio istu konvolucionu i rezidualnu arhitekturu kao AlphaZero, ali sa 20 procenata manje koraka izračunavanja po čvoru u stablu pretrage.

## Spoljašnje veze
- Initial MuZero preprint
- Open source implementations